# Хольмстрём, Анни
Анна София (Анни) Хольмстрём (швед. Anna Sofia (Annie) Holmström; 22 февраля 1880, Йёнчёпинг — 26 октября 1953, Банкерюд) — шведская теннисистка. Участница летних Олимпийских игр 1912 года.

## Биография
Анни Хольмстрём родилась 22 февраля 1880 года в шведском городе Йёнчёпинг.
Начала заниматься теннисом в Йёнчёпингском клубе лаун-тенниса, затем выступала за стокгольмский Королевский клуб лаун-тенниса, хотя в столице не жила. Дважды выходила в финал чемпионата Швеции на закрытых кортах в 1911 и 1913 годах.
В 1912 году вошла в состав сборной Швеции на летних Олимпийских играх в Стокгольме. В женском одиночном разряде на открытых кортах в четвертьфинале проиграла Эдит Арнхейм из Швеции — 6:4, 4:6, 1:6. В женском одиночном разряде на закрытых кортах в четвертьфинале проиграла Сигрид Фик из Швеции — 1:6, 1:6. В смешанном разряде на открытых кортах вместе с Торстеном Грёнфорсом выиграли у Моллы Бьюрстедт и Конрада Лангорда из Норвегии — 6:4, 4:6, 7:5, в четвертьфинале уступили Сигрид Фик и Гуннару Сеттерваллю из Швеции — 6:8, 8:10.
Умерла 26 октября 1953 года в шведском городе Банкерид.

## Семья
Старшая сестра — Эллен Брусевиц (1878—1952), шведская теннисистка. Участница летних Олимпийских игр 1912 года.